# Time (킨키 키즈의 노래)
〈Time〉(타임)은 KinKi Kids의 31번째 싱글이다.

## 개요
전작 〈Family ~하나가 되는 것〉 이래, 약 6개월 만의 싱글이다.

## 수록곡

### 초회반
1. Time
작사: U-Key zone, mikula / 작곡·편곡: U-Key zone / 스트링 어레인지: SimonHale
2. Time - instrumental

### 통상반
1. Time
2. 灰色の花 / 잿빛의 꽃
작사·작곡: 나루미 카즈토 / 편곡: 나가오카 세이코
3. 君と僕のうた / 너와 나의 노래
작사·작곡: 사쿠타 아미 / 편곡: 이시즈카 토모키